# Kosta Nađ
Kosta Nađ o Kosta Nadj (ciríl·lic serbi: Коста Нађ, hongarès: Nagy Kosta) nascut el 13 de maig de 1911 a Petrovaradin, Imperi Austrohongarès, i mort el 19 de novembre de 1986 en Belgrad, Iugoslàvia) va ser un militar que es va distingir com a general de l'Exèrcit Partisà d'Alliberament Iugoslau durant la Segona Guerra Mundial. Va participar també en la Guerra Civil espanyola com a membre de les Brigades Internacionals.
Va tenir un paper destacat en l'alliberament de Iugoslàvia. El seu tercer Exèrcit va avançar a través del país i va penetrar a Àustria abans de la fi de la guerra.
Nađ va ser president de l'Associació de Veterans dels partisans iugoslaus de 1974 a 1981.

## Formació
Nascut el 1911 en el districte de Petrovaradin de Novi Sad (Voivodina, llavors Imperi Austrohongarès) la seva família va haver de desplaçar-se en la seva joventut a Zagreb per problemes econòmics. En morir els seus pares va ingressar a l'Escola Militar de Suboficials de Bileća, a Hercegovina. Va començar a prendre interès per la literatura i el moviment obrer marxista. En ser descobert amb llibres marxistes, el 1932, va ser detingut i condemnat a dos anys de presó en Sarajevo. Va aconseguir escapar, per traslladar-se de nou a Zagreb, on va viure il·legalment.
A Zagreb va prendre contacte en l'il·legal Partit Comunista de Iugoslàvia. El 1936, en esclatar la Guerra Civil espanyola, es va posar en contacte amb Pavle Gregorić, qui va organitzar l'enviament de voluntaris iugoslaus a Espanya per lluitar al costat del Bàndol republicà.

## Guerra Civil espanyola
El gener de 1937 va creuar il·legalment la frontera i va ingressar en territori espanyol, per incorporar-se al març a les Brigades Internacionals. Va participar en la 35a Divisió de l'Exèrcit Popular de la República en les batalles de Brunete i L'Ebre (on va comandar el Batalló Đuro Đaković) i fou ferit fins a quatre ocasions, rebent el grau de capità i sent condecorat per la República espanyola. Al final de la guerra, i atès que el Regne de Iugoslàvia va prohibir el retorn dels voluntaris iugoslaus al país, Nađ va passar, com diversos centenars de iugoslaus, per diversos camps d'internament a França fins que, el 1941, va aconseguir retornar al seu país d'origen.
Es dona la circumstància que quatre dels iugoslaus que van combatre en les Brigades Internacionals van acabar dirigint els quatre grups de l'Exèrcit Partisà d'Alliberament que va combatre els nazis en la Segona Guerra Mundial: Peko Dapčević l'I, Koča Popović el II, Kosta Nađ el III, i Petar Drapšin el IV.

## Segona Guerra Mundial
Kosta formà part del primer grup de Španaca ("espanyols") que van arribar a Zagreb, el 16 juliol de 1941. A l'agost, va dirigir una insurrecció a Karlovac, a l'Estat Independent de Croàcia, contra l'ocupació nazi. Fins a setembre, va participar en rebel·lions similars en Topusko, Velika Kladuša, Gvozd i Drežnica.
A partir d'octubre, va assumir posats en relleu en l'Exèrcit Partisà d'Alliberament Nacional, com a Cap d'Estat Major de la Bosanska Krajina. A partir de 1942, es converteix també en comandant dels cossos de Romanija, Jahorina i altres unitats en l'est de Bòsnia.
Quan el Comandant Suprem Josip Broz Tito assumeix el lideratge de la reorganització partisana s Bòsnia i Hercegovina, a principis de febrer de 1942, encomana a Nađ el comandament de totes les unitats en l'oest de Bòsnia (des de Bòsnia Central fins al riu Una). Fins a juliol, les unitats sota el comandament de Kosta Nađ (al voltant de 14.000 soldats) van alliberar un vast territori, vinculat amb Dalmàcia, Lika, Eslavònia i Banija. El 4 de novembre, va dirigir la més complexa operació desenvolupada fins a aquest moment per la seva unitat, l'ofensiva de Bihać, ciutat que va caure en poder dels partisans, rebent el reconeixement i lloança de Tito.
Amb la reorganització de l'exèrcit partisà, a principis de 1943, Kosta Nađ és posat al comandament del Cos de Bòsnia, i posteriorment del III cos d'exèrcits, que tindrà la missió d'iniciar l'alliberament de Iugoslàvia des de l'est de Sèrbia. Aquest any els alemanys comencen una sèrie d'ofensives antipartisanes, que estan a punt d'aniquilar a l'alt comandament i el gruix de les seves unitats del sud de Bòsnia i Montenegro en les batalles de Neretva i Sutjeska. El seu 3r. Cos de Partisans és objecte al desembre de la Sisena Ofensiva Antipartisana, que tractava d'expulsar-lo de l'est de Bòsnia.
El 1944, membres de la Lliga de Comunistes de Iugoslàvia es van desplaçar a Novi Sad per entrevistar-se amb Nađ, amb l'objectiu de reclutar voluntaris d'ètnia hongaresa de la Vojvodina per a la causa partisana. Va néixer així el Batalló hongarès de Voivodina, seguint els passos del Batalló hongarès d'Eslavònia.
Des de la tardor de 1944, i durant l'hivern de 1944 i 1945, el III Exèrcit al comandament de Nađ inicia l'anomenada Ofensiva de Sírmia, que va aconseguir l'alliberament total de la Vojvodina, Eslavònia i Baranya. En la part final de la guerra, el Tercer Exèrcit va aconseguir Batina, va penetrar ràpidament a través del Drava cap a Eslavònia, seguidament va irrompre en territori austríac per Estíria per eliminar les últimes unitats enemigues a Klagenfurt, i el 15 de maig va alliberar Celje i Maribor, ja en Eslovènia.

## Postguerra
Després de l'alliberament de Iugoslàvia, Nađ va ostentar una sèrie d'alts càrrecs en l'Exèrcit Popular Iugoslau, i va pertànyer en quatre ocasions al Comitè Central del Partit Comunista de Iugoslàvia.
Va morir el 19 de novembre de 1986, als 75 anys, sent enterrat en el cementiri Novo groblje de Belgrad. Entre altres condecoracions, va rebre l'Ordre d'Heroi del Poble de Iugoslàvia.